# 제13대 달라이 라마

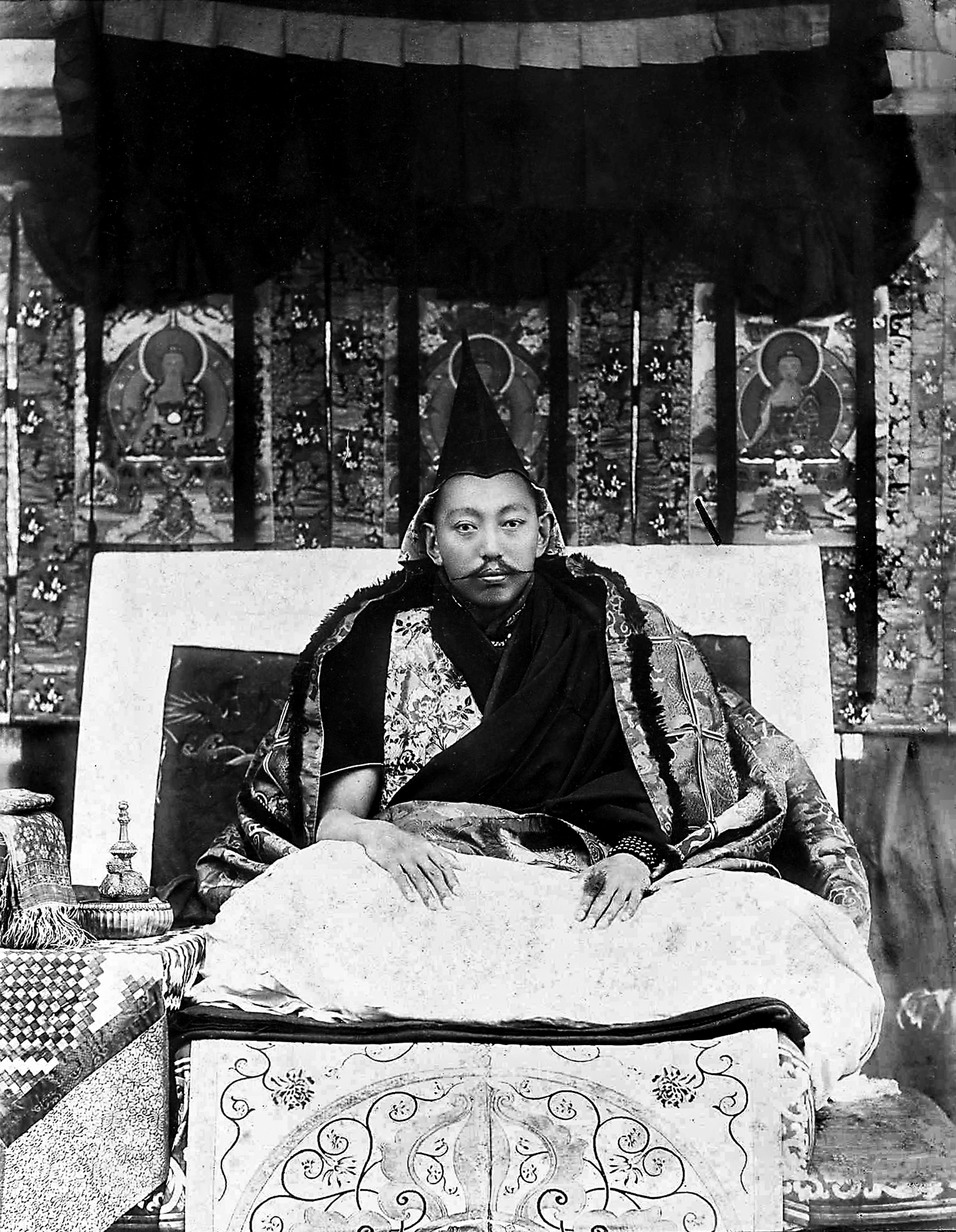
1910년 사진

툽땐갸초(티베트어: ཐུབ་བསྟན་རྒྱ་མཚོ་, 1876년 5월 5일 ~ 1933년 12월 17일)는 티베트 불교 겔룩파의 제13대 달라이 라마이다. 정식 법명은 아왕로쌍툽땐직쩨촉레남게이다. 라싸 동남쪽 닥뽀(達布) 지방 한 농가에서 태어났고, 1878년 6월 13일 포탈라궁 사자좌에 앉았다.
당시 티베트는 청나라, 영국, 러시아의 대립 가운데 휘말렸다. 핀란드 대통령인 칼 구스타프 에밀 만네르헤임은 몽골을 여행하는 도중 달라이 라마를 만났는데, 이때 달라이 라마는 영국에 대해 회의적이나 러시아와의 관계 수립에는 관심을 가지고 있었다고 하였다. 그러나 1904년에 영국은 군대를 파견하여 라싸에 주둔시켰고, 라싸 조약에 조인하지만 청나라가 티베트의 주권을 주장하며 대립했다. 달라이 라마는 베이징으로 피신하여 청나라의 비호 하에 들어갔고, 1908년에 라싸로 귀환했다.
1910년에 청군이 영국의 영향을 배제한다는 이유로 티베트를 침공했고, 달라이 라마는 시킴, 네팔을 전전하다 인도로 향했다. 청나라는 달라이 라마의 폐위를 선언하지만 1911년 신해 혁명으로 청나라는 멸망했다. 그러나 그 후도 청군 세력이 남아 티베트 민족 정권이 청군을 축출하려면 1912년까지 걸렸다. 청으로 바뀐 중화민국은 달라이 라마의 지위를 보증했기 때문에 달라이 라마는 1913년 1월에 라싸로 귀환했다. 1914년에 영국과 심라 조약을 체결하는 한편, 인도 망명 중에서 근대화에 착수했다. 구미의 의원내각제를 본따 까샥(민회)을 기반으로 대신을 선출하는 체제를 확립하고 우표나 지폐의 발행 및 서양식 병원의 설치 등을 실시했다. 또 오늘날 널리 사용되고 있는 티베트 기를 정식으로 정하였다.

## 생애

### 배경
19세기 티베트는 권력 다툼이 이어졌다. 라사 정부(티베트 중앙 정부)에서는 달라이 라마 11세가 1855년에 정치의 실권을 섭정 라덴, 투르쿠에서 물려받았지만, 1856년에 의문사를 당하자 실권은 다시 원래의 섭정의 손에 돌아갔다. 그는 12세가 잇지만, 어릴인 실력은 없었다. 그 후 섭정으로 귀양하던 군 실세 도그라 전쟁의 공적자 샤타·왕추크·기에루포(시에다・왕츄크겔포)에 동조하는 세력이 섭정을 추방하고 이 군 실력자가 새로운 섭정이 되었다. 이 새로운 섭정은 대립 세력을 박해하지만 벌써 2년 후의 1864년에 죽었다. 후임의 섭정이 대립 세력을 박해하지만 1872년에 죽었다. 그 후에는 달라이 라마 12세의 친정이 되었지만 그 시기 또한 짧고 1875년에 죽었다. 그 후 새로 임명된 섭정이 권력을 잡았다.
한편 외교 정세도 복잡했다. 티베트는 건륭제 시대의 1793년에 사실상 청나라의 보호령으로 되어 있었지만, 1839년 아편 전쟁 무렵부터 조금씩 청나라의 영향력이 떨어지고 갔다. 티베트는 1855년부터 1856년에 열린 네팔, 티베트 전쟁에서 네팔에 패배했고, 그 강화 조약인 타카 빠타리 조약은 티베트 불리한 조약으로 네팔에 매년 1만루피의 공납, 네팔 상인의 관세 면제 등이 정해진다. 또 영국은 1859년 세포이 항쟁을 진압하고 인도를 사실상 지배하에서 있어 1861년에는 티베트인이 사는 시킴 왕국을 보호령으로 표시한다. 또 티베트 동부의 델게는 1728년 이후 청나라의 영토였으나, 태평 천국을 틈탄 현지의 티베트인 영주가 반란을 일으키고 1865년 청나라 대신 이를 라사 정부가 진압, 다시 티베트의 지배하로 했다. 요즘에는 청나라의 티베트에 대한 영향은 매우 작아지고 있었다. 이 시기 서양의 기독교 선교사도 늘기 시작했는데, 이것도 배척된다. 하지만 이후에도 청나라는 자신을 티베트의 종주국으로 여겼던 터라 티베트의 취급에 관하여 외국에 티베트의 의향을 묻지 말고 약속을 하거나 외국 세력을 배제하는 티베트의 행위에 대해서 외국에 대신 배상금을 지불하기도 했다.
티베트에서는 외국인 배척의 움직임이 강했고 1880년에 기독교 금지령, 1883년 폭동의 주 티베트 네팔인 습격이 하거나 했다[8]. 또 청나라가 영국과 맺은 즈푸 조약이 티베트에 이르는 것을 거부하기 때문에 티베트는 1885년에 방문한 영국의 탐험대를 물리치고 있다.
1888년 티베트는 시킴의 취급을 둘러싸고 영국과 전쟁에 패배했다. 이 싸움을 받고 1890년에 티베트와 영국령의 국경이 확정했지만 이는 영국과 청나라 사이에서 결정된. 또 1893년에는 영국과 청나라 사이에서 티베트 인도 국경 부근의 야톤에 영국이 시장을 만드는 권리가 정해졌다.이들 조약 체결로 그동안 모호해던 청나라와 티베트의 관계가 국제적으로는 티베트가 청나라의 보호국인 것으로 확인된다.

### 탄생
달라이 라마 13세는 1876년에 태어났으며 1879년에 불과 3세로 즉위하고 판첸 라마 8세의 교육을 받았다. 달라이 라마는 9세에서 12세까지 모두 요절했다. 이는 정쟁에 의한 독살이라는 견해가 강하다. 판첸 라마 8세도 1882년에 27세로 타계하고 있다.13세는 일찍 눈치채고 식사를 신뢰할 수 있는 부하에 맛 보도록 되어 독살을 면했다.

### 정권 장악과 외교 정세
달라이 라마 13세는 야톤의 조치가 마음에 들지 않았다. 1895년(19살 때), 13세는 섭정과 그 동생이 저주를 했다고 해서 체포했다. 달라이 라마 8세 이후는 달라이 라마의 실권은 섭정에 빼앗겼던 모양이지만 이 사건을 계기로 다시 그의 손에 돌아갔다. 그 전 섭정은 1899년에 자기 방에서 수수께끼의 죽음, 13세는 섭정이 갖고 있던 화신 라마의 성씨를 폐지하고 있다.
13세는 야톤의 길을 막고 영국과의 교역을 거부했다. 13세는 러시아의 무서움을 모르고 영국에 맞서기 위해서 접근하는 티베트에 사는 러시아 국적의 스님(부랴트인)아구 왕・도루지에후에 러시아 황제 니콜라이 2세와의 중개를 의뢰하고 달러 제프는 1900년에 러시아 황제를 면담했다. 1901년에는 러시아인 츠이비코후(영어판)이 라싸를 찾고 있다. 한편, 13세는 프랑스와의 협력도 모색했지만, 동 티베트에서 프랑스인 선교사와 티베트인과의 갈등이 빈발했으며 이는 성공하지 않았다.영국은 보어 전쟁 때문에 당초 러시아와의 갈등의 소지가 있는 티베트에 개입에 소극적이었지만, 러시아가 티베트의 보호령화를 획책하고, 1902년에 보어 전쟁이 종결했기 때문에 인도의 안보상의 이유에서[15]티베트에 침략을 개시했다. 또한 일본인으로서 사상 처음으로 티베트 입국한 스님 카와구치 에카이가 티베트인 승려로 분장하고(일부 사람에 대해서는 사실 중국인 승려인과 거짓)라사에 체류한 것은 요즘(1901년-1902년)이다.

### 영국과의 전쟁

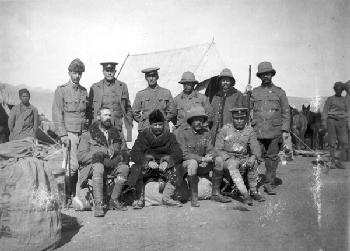
1904년 군대를 이끌고 라싸에 온 영허스밴드

1903년 영국 군인의 프랜시스 영허스밴드는 인도 총독인 조지 커즌의 명을 받아 라사 정부에 1893년의 조약을 근거로 야톤에 시장을 열도록 요구했으나 티베트 측은 협상을 지연시킨다. 영국은 티베트를 겁먹게 하기 위해서, 7월에 티베트의 껌 파에 수백명의 군을 주둔시킨다. 영국 내각은 티베트 침략에 소극적이며 10월 장쯔까지 진근한다는 조건부로 이를 인정한다. 12월 영국군 대령이 이끄는 수천명의 군이 티베트로 투입되고 1904년 초에 그룹에서 티베트군 수천을 일축하고 그래도 티베트 정부가 협상에 응하지 않기 때문에 더 장쯔까지 군을 진군시키고 수백명을 죽였다. 영국군은 8월 3일 티베트 수도 라사를 함락시켰다. 13세는 내각을 남기고 러시아 승려 달러 지 에프와 함께 라싸에서 도망쳤다. 라싸에는 군과 함께 서양의 신문 기자가 들어 적어도 라사에 관해서는 기존의 신비성이 줄어들었다. 영국군은 9월 7일 티베트에 막대한 배상금을 물리고, 티베트 영국 이외의 외국 세력 주둔의 금지, 철도와 광산의 이권을 빼앗아 조약(라싸 조약)을 맺고 사실상 합병했다. 러시아는 러일 전쟁에 힘에 겨워서 티베트에 군사 원조하지 못했지만 영국군의 침략 행위에 항의하고 10월에 조약의 대폭적인 철회를 시켰다. 1906년에 영국은 청나라와 베이징에서 새로운 조약을 맺고 티베트의 배상금을 청나라가 지불하는 대신 티베트의 종주권이 다시 청나라에 귀속된다. 또한 이 때의 영국군은 그동안의 청군과 다른 티베트 민중에 대한 횡포가 적어 티베트의 영국에 대한 감정은 약간 개선된다.
1870년대 영국령 인도 제국 정부는 인도 콜카타에서 출발하여 티베트를 가로질러 중국 쓰촨성 청두까지 연결하는 철도 건설계획이 있었고, 이 계획의 탐사 일환으로 1885년에 맥컬리(Colman Macaulay) 탐험대를 보냈다. 그러나 남부 티베트 민병들이 이들을 침략자로 여기고 무력으로 막아서자, 맥컬리는 별다른 소득 없이 인도로 돌아왔다.
네팔 과 부탄 사이의 시킴 왕국은 영국령 인도 제국의 보호국이었는데, 시킴과 티베트의 접경에 룽투르(隆吐)라는 산이 있다. 1886년 7월에 티베트군 3백 명이 룽투르 산 능선에 포대를 설치했다. 현재 국경은 선의 개념으로 받아들여지지만 당시 유목 문화에서는 국경을 누구의 소유도 아닌 비어 있는 땅 혹은 점이지대라는 공간의 개념으로 받아들여지기에 티베트인에게는 포대의 설치가 문제가 없었다. 그러나 영국인들에겐 국경을 침범해 포대를 설치한 것이었고, 인도총독 프레데릭 해밀턴(Frederick Hamilton)이 격분하여 "우리 영국령 인도를 깔보는 행위 아닌가!"라고 말했다. 룽투르 포대 지휘관에게 편지를 보냈지만 개봉하지도 않고 돌아왔고, 제13대 달라이 라마에게 보냈지만 역시 개봉하지도 않고 돌아왔다. 편지의 내용은 "1888년 3월 10일까지 철수하지 않으면 우리가 무력으로 몰아낼 것이다."였으나 티베트 정부는 이 내용을 읽지 않고 돌려보낸 것이다.
이후 8개월 동안 영국군과 티베트 민병의 산악전투가 발발하였고, 이 룽투르 국경분쟁에 참여한 티베트군 총병력이 1만 4천 명이었으나 영국군의 막강한 화력 때문에 결국 영국이 승리하였다.
제13대 달라이 라마는 1895년부터 친정을 실시하였다. 그의 시종인 아왕 도르지에프(阿旺 多爾日耶夫)는 1873년부터 라싸에서 공부했고, 부리야트 몽골인으로서 러시아어 잘했다. 당시 티베트 정부는 룽투르 사건으로 인해 영국을 두려워하고 있었는데, 아왕 도르지에프가 제13대 달라이 라마에게 러시아 황제는 불교를 좋아하고, 또한 러시아는 세계 최대의 강대국이라며 설득하였고, "니콜라이 2세는 종카빠의 환생자입니다."라고 말했다. 근거가 없었지만 달라이 라마에게 효과가 있었고, 도르지에프는 밀사가 되어 1898년에 표트르그라드를 처음으로 방문했다. 1900년 10월 13일에 크리미야(Crimea) 얄타에서 니콜라이 2세를 만나 달라이 라마의 친서를 전달했다. 친서의 내용은 티베트와 러시아가 정식 외교관계를 수립하고, 티베트는 러시아의 군사원조를 받으며 티베트에 러시아 대사관을 세운다는 것이었다.
1901년 7월 6일에 도르지에프는 표트르그라드를 세 번째로 방문했는데, 이것은 티베트 외교사절 8명의 공식방문이었고, 니콜라이 2세의 융숭한 대접을 받았다. 1902년 11월에 러시아는 몽골 을 통해 티베트에 낙타 5백 마리 분량 소총과 탄약을 원조하였다. 영국은 당시 러시아의 남하를 적극적으로 막고 있었으므로 러시아 세력이 티베트에 들어올 시 인도와 접경하는데 따를 위험을 우려하였다. 인도총독 커즌(George Nathaniel Curzon)은 영국정부와 지속적으로 연락하며 속히 티베트와 조약을 맺어 러시아가 티베트에 들어오지 못하게 막아야 한다고 주장했다. 인도총독 커즌은 달라이 라마에게 조약 체결을 청하는 편지를 두 번 보냈지만 모두 개봉하지도 않은 채 돌아왔다. 영국정부는 속히 조약을 체결할 것을 명령했고, 마침내 1903년 9월 6일에 커즌은 영허스밴드(Francis Edward Younghusband)를 평화사절단 단장으로 임명하여 호위병 8백 명을 데리고 티베트로 들어갈 것을 명령하였다. 이 평화사절단은 지휘관과 기자만 영국인이었고, 나머지는 대부분 구르카 용병이었다. 이들은 그해 하반기 시킴에서 출동준비를 했고, 12월에 티베트 국경을 넘어 현지 기후에 적응하면서 정찰을 했다.
1904년 3월 31일에 이들은 구록(古魯)에서 티베트 민병 3천 병력을 만났고, 기관총수와 저격수들은 뒤로 돌아가 능선에서 조준했다. 영허스밴드가 티베트군 사령관과 대화를 했고, 티베트군에게 무장해제를 요구했다. 다른 영국인들은 티베트 민병이 갑옷을 입고 칼, 활, 구식 화승총을 들고 있는 것을 보며 비웃었다. 받아들일 수 없는 요구여서 실랑이를 벌이고 있는데 갑자기 총성이 울렸고, 모두 자리에 꼼짝 않고 서 있었다. 이내 평화사절단의 기관총과 라이플총의 난사가 시작되었고, 티베트군은 화승총 심지에 불을 붙일 여유도 없이 공격을 당했다. 난사가 계속되다가 갑자기 멈추었는데 티베트군이 기관총 이 어떤 무기인지 몰라서 기관총 정면 조준각도에서 유유히 걸어가는 것을 보고 놀랐기 때문이었다. 티베트군 6백여 명이 전사했고, 나머지는 도망갔다. 이 사건을 구록 학살이라고 한다.
티베트 정부는 총동원령을 내렸고, 4월부터 7월까지 개쩨에서 전투가 벌어졌다. 개쩨의 진지가 워낙 튼튼했고, 사절단에겐 대포가 없었기 때문에 시간이 걸렸다. 그러나 일부가 인도에서 대포를 가져오자 성벽은 허물어졌고 많은 티베트군이 전사했다. 이렇게 전쟁이 끝났고, 공식기록에 의하면 티베트군 사망자는 1천 5백 명이며, 사절단의 사망자는 37명이었다.
7월 27일에 달라이 라마는 몽골로 망명했고, 사절단이 8월 3일에 라싸에 입성했다. 9월 7일에 영허스밴드는 임시 섭정과 <라싸 조약>을 맺었는데, 티베트가 인도정부에 배상금을 지불하며, 인도정부의 허락 없이 외국과 경제 및 군사 협정을 체결할 수 없다는 것이 주요 내용이었다. 라싸에 들어온 사절단 군대는 시민들에게 별다른 피해를 끼치지 않았다. 주로 자기들끼리 공놀이로 시간을 보냈고, 기자들은 스님들에게 이것저것 물어보며 취재하느라 바빴다. 영국인들은 어느새 티베트 불교의 주요 교리와 평화 사상에 크게 매료되었다고 한다. 평화사절단은 9월 23일 오전에 라싸를 떠났다.
한국의 동아일보는 1920년 9월 20일자 신문에서 영국의 티베트 침략을 강하게 비판했다.
| “ | 춘추에 의전이 무하다 하나 세상에 어찌 이와 같이 명백한 무도의 싸움과 무리한 조약의 강제가 있으리오. 영국은 무슨 정당한 이유로 서장인의 귀중한 1천 5백의 생령을 도살하였는가! 자기 말을 듣지 아니하는 이유로! 오인은 실로 논하야 차에 지함에 아연히 언할 바를 부지하겠노라. 금수상살은 비록 애련하나 이성의 판단이 무한 본능의 동물이라 논할 필요가 무하거니와 영성을 구비하야 정유하고 또 이를 각하는 자가 하등 이유없이 자기 욕심을 충족하기 위하야 도살을 행하니 이를 금수라 하면 금수가 오히려 노하리로다. | ” |

### 몽골에서 망명 생활
영국에 쫓긴 달라이 라마 13세는 1904년 말에 몽골의 우르가(현재의 울란바토르)에 망명하고 현지의 겔 루크파장에서 왕이기도 한 지에프층당바·호톡토 8세의 신세를 졌다. 13세 체류 때 러시아는 몽골 영사와 부임 도중의 중국 베이징 주재 대사 등을 13세에 접촉시켜서 관계 강화를 꾀하고 있다. 그러나 검소한 생활을 좋아하는 13세와 지에프층당바·호톡토 8세와 뜻이 맞지 않고 13세는 1906년 가을에는 몽골을 떠나고 쿵붐사에 잠시 머문 뒤 1908년 4월에 중국 산시 성의 오대산에 도착했다. 오대산에서 미국 대사 록 힐, 니시혼간지의 오오타니 손 유우 등과 면담하고 있다. 이어 10월 14일 베이징에서 서태후, 광서제와 면담하고 있다. 이 때, 일본 대사관에도 1주일 머물고 있다. 중국 주재 대사의 하야시 곤스케가 극진히 대접한 것과 오대산에서 오오타니 손 유우가 일본이 불교 국가임을 설파한 탓에 이후 13세는 상당한 일본 편들기에 된다. 13세의 베이징 체류 중 청나라는 티베트 영주로서 판첸 라마 9세를 옹립하려 했다. 그래서 13세는 몰래 영국, 러시아, 일본의 중국 베이징 주재 대사에 밀사를 보내고 도움을 받고 있다.1908년 12월 베이징을 서서 1909년 12월 라사에 돌아온다.
망명한 달라이 라마는 도르지에프를 데리고 1904년 11월 몽골 울란바토르에 도착했고, 우르가 시민 1만 명이 열렬히 환영했다. 달라이 라마는 이곳에서 러시아와 연락해서 영국을 물리치려고 했으나, 러시아가 1905년 러일 전쟁에서 패하고 1907년 영국에게 "다시는 티베트에 간섭하지 않겠다."라고 약속했다. 도르지에프의 활약에도 불구하고 니콜라이 2세는 달라이 라마에게 친서를 보내 위로해 주는 것이 고작이었다.
몽골에 있을 때 문제가 생겼다. 몽골의 티베트 불교 지도자인 제8대 제쮠담바는 거의 날마다 술을 많이 마셨고 담배도 많이 피웠는데, 심하게는 달라이 라마 앞에서도 담배를 피웠고, 색욕도 즐겼다. 달라이 라마가 혀를 찼고 속으로 싫어했다. 제쮠담바도 몽골인들이 경쟁적으로 달라이 라마에게 보시해서 자신에게 들어오는 재물이 줄었기 때문에 달라이 라마를 싫어했다. 그래서 달라이 라마는 2년 만에 우르가를 떠나 쿰붐 사원으로 갔다. 이때 청나라의 서태후가 관료들을 보내 달라이 라마에게 베이징을 방문할 것을 요청하니, 1908년 9월 28일에 달라이 라마 일행이 북경에 도착했다.
한편 사천총독 자오얼펑이 주도하여 1906년부터 개토귀류(改土歸流)가 벌어졌는데, 영국이 티베트를 병합하기 전에 중국이 티베트를 병합하겠다는 목적이었다. 그래서 조이풍이 동부 티베트에서 사원에 불을 지르고 승려와 주민들을 학살하였다. 또한 1906년에 새로 라싸에 부임한 암반(Amban) 연예(聯豫)는 티베트를 종교국가에서 세속국가로 바꾸는 작업을 하고 있었다. 이런 일들로 인해 달라이 라마는 하루하루가 괴로웠다.
달라이 라마는 북경에서 광서제 에게 삼궤구고두례를 갖추라는 황당한 요구를 받았다. 원래 달라이 라마와 청나라 황제는 형식상 동등한 위치에 있었으므로 당연히 악수해야 했었지만, 끝내 목례를 하는 것으로 타협했다. 한 달 뒤 인수전(仁壽殿)에서 서태후는 달라이 라마를 싸늘하게 쳐다보며 "너의 티베트 관할권을 간섭하지 않는다."라고 말했다. 이는 거짓말이었고, 11월 14일에 서태후가 죽자 12월에 달라이 라마는 북경을 떠났다.
달라이 라마는 1909년 12월 25일에 라싸에 도착했다. 암반 연예가 마중 나와 환영했는데, 달라이 라마는 본 척도 안하고 지나가 버렸다. 연예는 화가 나서 "달라이가 러시아 무기를 밀수했다!"며 포탈라궁에 사람을 보내 짐과 상자를 마구 수색했다. 무기는 전혀 없었고 달라이 라마는 격분하여 연예에게 제공하던 모든 식량과 땔감을 끊었다. 그런데 동부 티베트에서 자오얼펑이 보낸 종영(鍾潁)의 라싸 점령군 2천 명이 오고 있었다.

### 청나라의 진군과 인도 망명

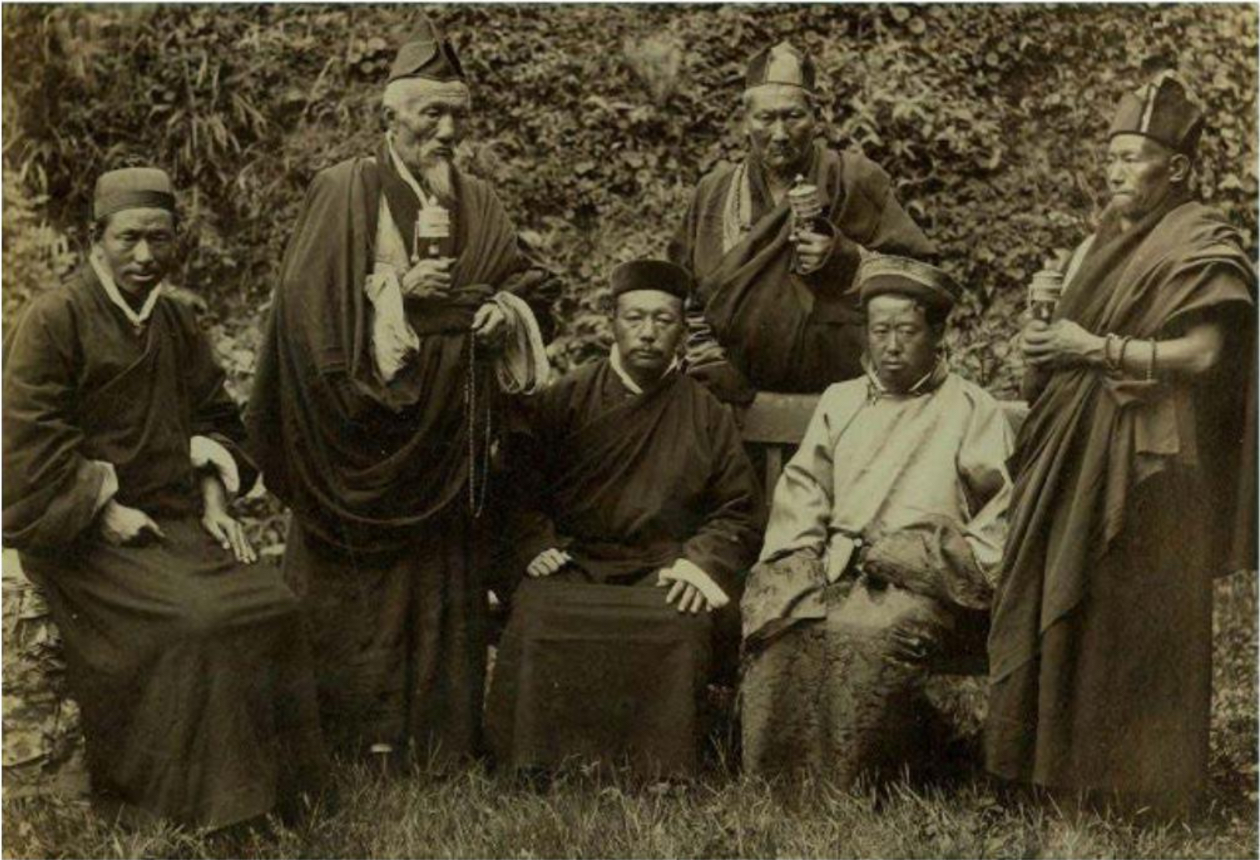
시킴의 왕과 대면하는 달라이 라마

달라이 라마 13세의 출발 후, 영, 러,일에 대한 밀사가 드러났기 때문에 청나라는 13세를 사로잡기 때문에 티베트가 청나라의 영토임을 확인하기 위해서 자오얼펑에게 병사 2000을 이끌게 해서 라사에 진군했다. 13세는 서양 각국에 지원을 호소했지만 협력을 얻을 수 없어 2월 12일에 이번에는 인도로 망명했다. 청군의 라싸 진주는 그 10시간 뒤였다. 티베트에서 영국 보호령의 시킴에 들어갔을 땐 정부 관사에서 숙박을 거절하고 국경 통신소의 허술한 방에 머물고 있다. 또 카린 폰에서는 금발의 소녀를 처음 보고 놀라고 있다. 인도에서는 다르질링에 그치고, 영국에 행동을 제한됐지만 여기에서 국제 정치에 관한 지식을 얻은. 다만 영국 정부는 13세에 세계 정세를 전하고 싶어 하지 않고 전달한 것은 티베트 유학의 기회를 엿보고 인도에 살고 있던 타다 토오칸 등이었다. 한편, 청나라는 티베트에 남은 라사 정부의 청나라 반대파를 해임하고 청나라에 협조적인 내각을 만들었다. 청나라는 13세 체포에 현상금을 걸었지만 못해, 이어 13세의 폐위도 실패했기 때문에 대신 판첸 라마 9세를 협력한 지배를 모색한다.
한편 청나라는 국가의 명운이 다했다. 1911년 11월에는 자오얼펑이 인창헝에게 살해되고 대신 부하의 종영이 티베트의 군권을 잡았다. 중국에서는 청나라가 멸망하고 중화 민국이 탄생하면서 그 대통령이 된 원세개는 종영의 입장을 추인한다. 그러나 티베트 사원은 중국에 대해서 반란을 일으키고 중국군은 1912년 12월부터 순차적으로 철수했다(철군 이후 종영은 책임을 당하고 처형된다). 13세는 1913년 1월 라사에 귀환한다. 이 얼마 뒤 일본의 타다 토오칸도 라사에 들어갔다.
1910년 2월 12일 밤, 묀람첸모 기간이어서 라싸에 사람이 많았다. 이때 장훙성(張鴻升)이 지휘하는 선발기병대 30명이 라싸 시내로 들어왔고, 귀족 두 명이 이들에게 다가갔다. 기병대는 이들을 바로 쏴 죽이고, 포탈라궁에 총을 난사했다. 라싸 전체가 공포에 빠졌고, 경악한 달라이 라마는 재빨리 까샥 긴급회의를 열고, 관료들과 같이 필수품만 챙겨서 남쪽으로 달아났다. 종영의 본대가 도착했을 때 달라이 라마가 도망간 것을 알았고, 2월 13일 새벽에 3백 명이 라싸하(拉薩河)까지 쫓아갔다. 달라이 라마는 노르부링카 체바 다쌍자뛰(達桑占堆)에게 경호원 20명을 이끌고 시간을 끌 것을 명령했고, 이 급조한 부대원들은 라싸하 북쪽 능선에서 신식 소총으로 이틀 동안 저격전을 벌여 70명을 쏴 죽였다.
가까스로 살아남은 달라이 라마에게 의지할 곳은 시킴밖에 없었고, 점령당한 티베트는 2년 동안 청나라의 식민지가 되었다. 이는 변종제국주의(Secondary Imperialism)로, 제국주의 침략을 받은 나라가 다른 약소국에게 침략을 벌이는 것이었다.
달라이 라마 일행은 소수 청군이 주둔하고 있는 개쩨를 동쪽으로 우회하고 팍리(帕里)와 조모(卓木)을 거쳐 2월 말에 시킴 다르질링(Darjeeling) 칼림퐁(Kalimpong)에 도착했다. 이곳은 시킴 국경마을로, 시킴의 중심지는 강톡(甘托克)이다. 시킴 행정관 찰스 벨(Charles Bell)이 달라이 라마를 환영하였다.
찰스 벨은 최초의 영국인 티베트학 학자로, 시킴에서 오랫동안 티베트어 와 티베트문화를 연구했다. 찰스 벨과 달라이 라마는 언제나 통역 없이 단 둘이서 라싸어로 대화를 나누었다. 찰스 벨은 일단 달라이 라마 일행을 여관에서 머물게 했고, 칼림퐁 숲에 있는 한 별장을 구해서 달라이 라마의 임시거주지로 제공했다. 관료들은 칼림퐁 시내 다른 집을 제공해 주었다.
찰스 벨이 처음으로 달라이 라마와 이야기를 나눈 뒤, 주요 내용을 인도 외무부에 보고했다. 달라이 라마는 영국이 티베트에서 청나라를 몰아내기를 바랐으나 영국정부는 "우리는 그에게 중립을 지킨다. 그는 우리 우방도 아니고 적도 아니다."라며 거절했다. 영국정부가 중립을 지킨 까닭은 세 가지로 추측할 수 있다. 첫째, 티베트가 러시아와 동맹을 맺으려 한 것이 괘씸했다. 둘째, 영국은 중국에 많은 경제이익이 있었다. 셋째, 중국이 티베트를 점령한 것은 인도에 위협이 되지 않는다고 판단했다.
1910년 5월 말에 벨은 망명별장으로 찾아가 영국정부의 공식답변을 전달했고, 달라이 라마 일행은 실망했다. 벨은 2년 3개월 동안 망명별장을 50번 정도 찾아가서 달라이 라마와 깊은 대화를 나누었다. 둘은 서로에게 배웠고 벗이 되었다. 달라이 라마는 쉽게 화를 내고 이내 화를 풀었고, 평소 온화한 얼굴이었으며, 유머감각도 풍부한 성격이었다.
1911년 6월 초에 달라이 라마는 한 인터뷰에서 "지금 티베트인은 중국의 탄압을 받고 있다! 암반은 살인마다!"라며 울분을 터뜨렸다.
1911년 10월 10일에 신해혁명 이 일어났고, 이 소식이 10월 중순에 전보와 신문으로 중국 전역에 퍼졌으며, 라싸에도 전해지자 종영과 같이 들어온 청나라 군대가 동요했다. 암반 연예와 종영은 만주족 이고, 사병들은 대부분 사천 사람이면서 삼합회의 일파인 조직폭력배 거라오후이(哥老會)의 회원이었으므로 "우리 한족 은 더 이상 저들의 명령을 받을 필요가 없다."라고 했다. 10월 말에 연예는 시쩨에 있었는데, 중국군 일부가 연예의 부하들을 습격해서 죽였다. 연예는 사색이 되어 탁자 밑에 숨었다가 발각되어 붙잡혔다. 그들은 연예를 죽이지 않고 돈을 요구했고, 많은 공금을 빼앗아 술판과 노름판을 벌였다. 연예는 쩨뿡 사원에 숨었다가, 1912년 음력 8월 4일에 라싸를 떠나 인도를 거쳐 중국으로 돌아갔다.
라싸의 사병들은 모두 사천으로 돌아가고 싶었으나 먹고 살고자 군대에 들어온 사람들이어서 그대로 돌아갈 수 없고 성공해야만 한다고 생각했다. 그들은 라싸에 남아 있던 티베트 관리들에게 은 8만 냥의 거액을 요구했고, 관리들은 제 발로 돌아간다는 말에 반가워서 돈을 줬다. 그런데 사병들 사이에서 싸움이 벌어졌고, 술판과 노름판도 그대로 벌였으며, 끝내 아무도 돌아가지 않았다. 라싸 시민들의 분노가 폭발했고, 이에 달라이 라마는 다쌍자뛰를 티베트군 총사령관으로 임명했다. 다쌍자뛰는 티베트 남부에서 싸울 수 있는 남성들을 모았다.
1912년 3월에 다쌍자뛰가 지휘하는 티베트군이 라싸와 시쩨의 중간인 개쩨를 기습했다. 4월에 살아남은 중국군이 무기를 버리고 인도를 거쳐 중국으로 돌아가자, 다쌍자뛰는 시쩨를 기습했다. 중국군이 포위공격을 막아 버티고 있을 때 제9대 빤첸 라마가 중국군에게 식량을 제공했는데, 이는 훗날 문제가 된다. 끝내 시쩨의 중국군도 탄약이 떨어져 항복했고, 인도를 거쳐 중국으로 돌아갔다.
3월의 라싸는 무정부상태였고, 곳곳에서 전투가 벌어졌다. 라싸의 중국군이 황금과 재물이 많은 세라 사원 을 공격하자 세라 사원의 승병이 들고 일어났고, 라싸 시민들은 외부로 탈출했다. 4월에 다쌍자뛰가 지휘하는 티베트군이 라싸에 도착하자 4월부터 11월까지 티베트군 1만 5천 명과 중국군 2천 명의 시가전이 벌어졌다.
5월 10일, 중화민국 의 위안스카이는 종영을 시장판사장관(西藏辦事長官)으로 임명했고, 종영이 다쌍자뛰에게 전령을 보내 자신이 티베트의 장관이 되었음을 설명했다. 티베트인들은 황당했고, 다쌍자뛰가 "흠차대신(欽差大臣)이라는 말은 들어 봤어도 장관(長官)이라는 말은 처음 듣는다."라고 대답했다.
다쌍자뛰는 지뢰를 묻으라고 명령했고, 이 지뢰 때문에 중국군이 여러 명 죽었으며, 지뢰를 설치하지 않은 곳에 병력을 집중 배치했다. 화력은 중국군이 훨씬 우수했으나 티베트군이 라싸를 겹겹이 포위했다. 날마다 지루한 전투가 벌어졌지만, 티베트군은 반드시 이길 필요가 없었기에 버티기만 하면 그만이었다. 달라이 라마는 6월 24일에 칼림퐁을 떠나 티베트로 돌아가기 시작했고, 이때 중국인이면 한 놈도 남기지 말고 모두 쓸어 버려라!”라는 포고문을 발표했다.
중국군은 식량이 떨어져 말, 당나귀, 개도 다 잡아 먹었으며, 나중에는 인육도 먹었다. 티베트군은 여전히 화력이 빈약했지만 집요하게 포위를 풀지 않았다. 마침내 음력 10월 6일, 라싸의 중국군 1천 명은 무기를 버리고 항복했다. 다쌍자뛰는 상인들을 데려와 중국군에게 식량을 팔았다. 그러자 아비규환이 벌어졌고, 그들은 서로 돈을 내밀며 제발 자신에게 팔라고 부탁했고, 티베트 상인들은 사려는 사람들을 몽둥이로 두들겨 패며 순식간에 다 팔았다.
1913년 1월 6일에 중국군과 중국교민들은 모두 라싸를 떠나 인도를 거쳐 배를 타고 중국으로 돌아갔다.
달라이 라마는 1월 17일에 라싸로 돌아왔다.

### 티베트 독립 선언과 심라 조약
달라이 라마는 라싸에 돌아와 새 내각 인사를 단행했다. 1913년 2월 14일에 티베트 독립을 선언했고, 티베트에 외무성을 설립하고 군사령관을 다쌍자뛰로 교체하며 군사 고문에 일본의 야지마 보치랑을 불렀다. 다만 전군의 편성은 영국식을 선택했다. 설산 사자기를 국기로 정했다. 더욱이 독자적인 우표를 발행하고 통화 제도를 혁신하고 새롭게 지폐를 만들었다. 또 마찬가지로 청나라로부터 독립한 몽골의 복드 칸 정권과 상호 승인 협정을 맺었다. 이로써 일본제 무기를 몽골에서 수입할 수 있게 됐다. 신생의 중화민국은 청나라의 암반처럼 계속 티베트에 판무관을 내려보내려고 했지만, 티베트에 못 들어갔다. 이는 이후 달라이 라마 사망 시의 조문 사절이 그대로 머무르면서 간신히 실현되었다.
또한 광복 이전의 티베트는 중국의 속국이었던 것인가 하면 적어도 당시 티베트인의 인식은 그렇지 않았다. 요즘 티베트에 유학한 타다 토오칸은 당시 티베트인에서 티베트는 원래 중국에 대해서 군신의 예를 취한 적이 없다는 인식을 들었다고 한다.
1914년 독립을 확립하고 싶은 티베트 티베트를 지배하고 싶은데 못하는 중화민국, 티베트의 일부 NEFA을 영국령 인도의 영토에 덧붙이고 싶다는 영국의 대표가 모여서 티베트 문제가 논의됐다. 러시아는 몽골을 보호령으로 두는 대신 티베트 문제에서 손을 떼고 있었다. 이 회의 결과 심라 조약이 제안되어 중화민국이 티베트의 종주국임, 티베트 남부를 인도에 할양하기(맥마흔 라인 제정), 중국과 티베트의 국경을 메콩 강으로 하는 것 등이 정해졌다. 그러나 중화민국 대총통 위안스카이는 메콩 강에서는 실정에서 생각하고 티베트에 유리하다며 비준하지 않았다. 이를 받고 티베트는 중국의 종주권을 부정하고 국제법적으로는 티베트의 독립을 확립한다. 영국도 티베트를 보호국화하지 않고 독립국으로 취급하고, 예를 들면 영국 관리들이 라사 방문할 때에도 라사 정부 발행의 여권을 사용했다. 일본 카와구치 에카이가 2차 티베트 유학을 했었다.
달라이 라마의 권력은 화신 라마의 선정에 달했다. 화신 라마는 고승의 환생인 논리에는 인정할 수 없다는 문제는 아니지만 정치적 영향력이 큰 인사임에서 건륭제 때부터 청나라가 자주 개입했다. 달라이 라마는 청나라의 개입을 허용하지 않고 환생 라마가 사망했을 때에는 환생처를 자신과 관련, 그 지역에서 환생자를 찾게 했다.

### 제1차 세계 대전과 정세의 변화
이 바로 뒤 제일차 세계 대전이 발발한 정세가 또 바뀌었다. 영국은 티베트 문제에 관련된 여유가 없어지고 티베트는 중화 민국에 대항하는 뒷받침을 없앴다. 한편 중화 민국은 자신들이 전장이 되었으니 역시 티베트 문제에 힘을 낼 수 없게 됐다. 그 결과, 중화 민국과 티베트는 1914년 12월 달츠에은도에서 새로운 합의를 맺고 메콩 강을 중국과 티베트의 국경으로 정하는 대신 13세는 중국이 티베트에 내정 간섭할 권리를 인정한다.
당시 티베트는 영국산의 일용품을 주로 인도에서 수입했다. 그러나 제일차 세계 대전이 시작되자 영국 제품은 적고, 일본 제품이 많아졌다. 일본 제품은 품질이 떨어지는 바람에 현지에서의 평판은 나빴다. 다만 귀족은 일본의 고급 제품을 입수했기 때문에 일본에도 뛰어난 제품이 많다는 사실을 알고 있으며 13세는 일본에서 유학 중 타다 토오칸에 자주 고급 직물 등을 입수하도록 의뢰했다.
13세는 군의 근대화를 도모하기 위하여 츠아롱·샤페를 군의 최고 사령관에 임명했다. 츠아롱·샤페는 몽골 망명 시에 동행한 가신의 더 종자인지만 몽골어의 습득이 빨랐다 때문에 그의에도 막부에 직속했던 무사로 청군 침공 때는 그의 목숨을 구했기 때문에 13세의 마음에 든다고 되어 있었다. 1916년 위안스카이가 중국 황제가 되는데 실패하자 중화 민국은 군웅 할거의 시대가 되었다. 13세는 이 혼란에 중립을 유지했으나 1917년에 중국의 펑더화이 일승이 티베트의 컴에 쳐들어가면 현지 티베트군은 반격에 성공하면서 한때 얄룽장뽀 강까지 군을 진행했다. 1918년 8월 영국의 주선으로 메콩 강과 얄룽장뽀 강 사이에 있는 나가에가 일시적 국경으로 정해졌으며 이듬해인 1919년에는 그것이 확정했다.중국의 이른바 베이징 정부는 티베트의 독립만 허용하지 않았다.

### 국가의 근대화와 군사화
중화민국에 우위를 유지하기 때문에 달라이 라마 13세는 중화 민국에 승리한 감의 군사령관 쟈무파 텐 어달을 지역 최고 사령관으로 임명하고 티베트 중앙 정부는 13세, 츠아롱·샤페(군최고 사령관)쟈무파 텐 달의 3인 체제로 됐다. 13세는 세제 개혁에 착수하고 도구 경험이 있는 인물을 재무부 장관 기용하고 납세를 지방 영주를 두지 않다. 국가 직납식으로 변경했다. 관리의 세습제를 폐지하고 실력제로 했다. 또 상류 계급에 생활의 서양화를 시켰다. 군복 차림도 서양식으로 바꿨다. 이 개혁은 일부의 층에서는 지지를 얻었지만, 군사 예산 중시 정책이 사찰 세력의 반발을 샀다. 또 기존의 세금이 물납 또는 역할이었는데, 달라이 라마 13세는 외국으로부터의 병기 구입 때문에 외환에서 인두세와 가축세를 물리자 이 점에 관해서는 민중의 평판이 나빴다.
한편 몽골은 러시아 혁명의 여파로 점차 공산화된다. 영국은 거기에 대항하고 티베트의 부모 영국화했다. 영국은 1920년 13세가 인도 망명 중인 담당관 찰스 벨(영어판)을 티베트에 파견하고 무기 원조, 광산 개발을 지원하겠다고 시도했다. 그러나 이는 외국에 대한 사찰 세력을 자극하고, 드레펑 사원이 정부와 대립한 것으로 군이 이를 포위하고 대풍 절의 중 정규가 파면되는 사태가 됐다. 근대화는 진행되며 1922년에는 인도와 전보 라인이 연결되어 1924년에는 수력 발전소가 만들어졌다. 무기 공장이 만들어지고 우편 제도도 만들어졌다. 도시 경찰도 만들어졌다. 1922년에는 캠의 군사령관 쟈무파, 탄수 르가 사망했다. 판첸 라마 9세는 이들 개혁에 반대하면서 1923년에 중화 민국에 망명하게 된. 중화 민국과 달라이 라마 정권은 완전히 뜨게 된 것이 아니라 13세는 1922년 당시의 대총통 리위안훙에게 1924년에 역시 당시의 대총통 차오쿤에게 사신을 보내고 있다.
또한 13세 자신은 티베트의 근대화를 서두르지 못했다. 일본에서 유학 중 타다 토오칸은 13세의 신임을 받으며 자주 자문하는 입장이어서 타다가 일본으로 귀국한 1923년에 티베트의 새로운 근대화를 권했지만"급히 본래의 정신 문화를 없애기로 되어서는 안 된다.외국 유학생이 성과를 가지고 돌아가는 것을 기다리고 있다"라는 뜻을 남겼는데 응답했다.

### 근대화 정책의 실패
이들 정책으로 티베트군이 급격히 힘을 붙였기 때문에 달라이 라마 13세는 시종장의 건의를 받아 1925년 군 최고 사령관의 츠아롱·샤페을 해임했다(장관직은 계속).
그 뒤 13세의 정치는 점차 내성적이다. 시종장의 건의로 1926년에는 영어 학교가 폐지되고 영국과 소원해졌다. 싸움도 거세졌다. 1929년 츠아롱·샤페가 장관을 해임되고 재무 대신의 바른 쉘이 군을 지배하고 실력자가 됐다. 1931년 군이 담배 암거래 상인을 네팔에서 체포하고 감옥에서 사망한 사건이 외교 문제가 되면서 바른 쉘이 파면된 쿵페라가 군 사령관이 된다.
한편 1930년 당시 중국에 속했던 베리의 사원과 티베트의 델게 사찰에서 항쟁이 일어나고 거기에 중화 민국의 군인 유 흐미텔과 라사의 군이 개입했다. 이 때는 만주 사변 등의 영향으로 중화 민국이 바쁘고 티베트 유리하게 끝나고 얄룽장뽀 강이 새 국경선이라고 되었다. 하지만 1932년 7월에는 중국군이 창장 강 좌안으로 회복됐다. 티베트는 국제 연맹에 중재를 의뢰했지만 효과가 없었고, 13세는 1932년 9월, 양쯔 강을 국경으로 삼고 중국의 종주권을 인정하기로 합의했다.새 국경 부근에서는 티베트, 중화 민국 각각이 혹세를 걷거나 사병이나 강도가 지배하는 지역이 나오기도 했다.

### 달라이 라마의 죽음

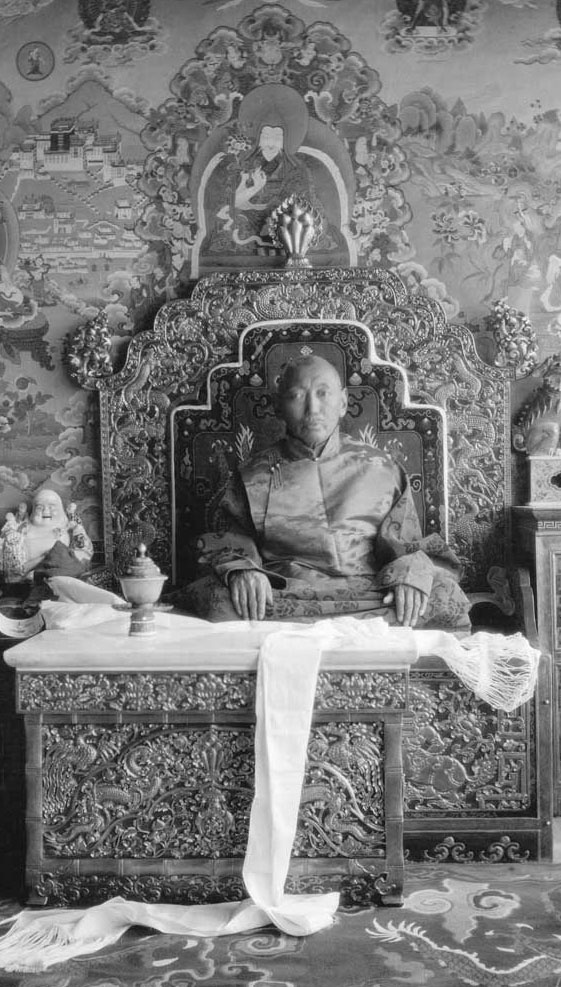
1932년의 달라이 라마

1933년 12월 17일 달라이 라마 13세는 사망했다. 사망에는 사령관의 쿵페라, 시의, 신탁 승려만이 입회했다. 쿵페라이 준 약이 죽음을 재촉했다는 소문도 있었다. 소비에트 연방에 일본이 암살에 연루됐다는 소문도 흘렀다. 로이터 통신은 13세가 독살됐다고 전했다. 타다 토오칸은 급성 폐렴으로 죽었다고 이야기를 전달 받고 있다.
중화민국은 13세의 사후, 자국에 담아 둔 판첸 라마 9세를 티베트에 반송하고 티베트의 정치에 중화 민국의 의사를 반영시키려 했다. 그러나 판첸 라마 9세는 라싸 도착 전 급사한다.
달라이 라마 13세의 죽음에서 티베트 독립성은 다소 후퇴했다. 중화 민국 국민당 정부는 행정원 몽장 위원회의 멤버 중 일부를 13세의 장례식에 조문 사절로 보내고 그대로 주장 일을 처리하는관으로 티베트에 머물기에 성공했다. 실질적인 권한은 거의 없었지만, 중화인민공화국이 성립한 1949년 라싸 정부가 전원 퇴거시킬 때까지 이 부서가 존재했다. 이 퇴거 사건이 중화인민공화국의 티베트 침공의 계기 중 하나가 됐다.
달라이 라마의 환생자는 라사 정부가 협력을 필요로 하는 지역에서 발견되기 일쑤였고, 달라이 라마 14세는 1939년에 중화민국 칭하이성의 티베트인 거주 지역 탁츠에루에서 발견됐다. 14세는 5세까지 그대로 중화 민국 내에자라 그 후에 라싸에 옮겨졌다. 그리고 1940년 2월 22일에 즉위한다(다만 정무에 관련된 것은 후년).

## 인물
달라이 라마 13세는 법왕으로서의 위엄과 기품을 갖춘 인물이었다. 예민한 성격에서 이해력과 판단력을 갖추고 있었다.
달라이 라마 13세는 말과 개를 좋아했다. 다만 궁전인 포탈라 궁은 동물의 사육이 금지되어 있어서 이궁의 노블링카에서 사육하고 자신도 대부분을 거기에서 지내고 있었다.식이 있을 때만 포탈라 궁 최상 위층의 거실의 역할에 돌아온. 티베트 개나 인도에서 수입한 일본 개의 일종 등도 기르고 있었다. 꽃도 좋고 유학생의 타다 토오칸에 명하고 일본의 제비꽃 등을 심고 있다.
기상은 아침 5~6시경이고, 조반 전에 불간에 혼자 틀어박힌다고 근행을 했다. 아침 식사는 짠빠와 차, 건육과 얇은 죽였다(당시 티베트의 승려는 조식이 있었지만 육식하다, 그것은 계율 위반이 아닌). 아침 식사 후, 오전 중에는 전국에서 의뢰로 사망자의 기원, 점을 갖고 대가로 금품 등을 받았다. 점은 주사위 3개의 눈을 참고하여 의뢰인이 필요(기도와 공양 등)의 지시를 서면으로 줬다. 국무 회의는 매주 목요일에 별궁에서 열렸다. 국무 회의는 신하가 방안을 세우고 13세에게 상주하는 형태였지만 채택 여부 어쨌든 속결이었다. 용무가 끝나면 비교적 검소한 점심을 먹고 말이나 개와 놀곤 했다. 저녁 식사는 쌀과 중국식 튀김이었다. 영국에서 통조림 등이 주어져도 먹지 않았다. 자기 전에 1시간 정도 명상하고 11시쯤 취침한다.
뛰어난 불화도 그릴 수 있는 도구류에는 자주 자신으로 조각했다. 당시 티베트 대장경의 원판이 상해 있었기 때문에 히말라야에서 벚꽃 나무를 접속하며, 사비로 복구시켰다. 그 때 스스로 교정을 했다.
| 전 임 친레갸초 | 제13대 달라이 라마 1878년 ~ 1933년 | 후 임 땐진갸초 |

| 전 임 초대 | 제1대 티베트 왕국 국왕 1912년 ~ 1933년 | 후 임 땐진갸초 |